# Estadi Olímpic de Roma
L'estadi Olímpic de Roma (en italià Stadio Olimpico di Roma) fou construït l'any 1952 (sota un projecte de Carlo Roccatelli i Annibale Vitellozzi) per a poder acollir les proves de la XVII Olimpiada de l'any 1960. Fou inaugurat el 17 de maig de 1953 amb un partit de futbol entre Itàlia i Hongria. Té una capacitat per a 82.307 persones. És propietat del CONI (Comitè Olímpic Italià) i es fa servir bàsicament pel futbol i l'atletisme, essent usat pels clubs romans S.S. Lazio i AS Roma. El 1989 es va fer una remodelació per acollir partits de la Copa del Món de Futbol de 1990 d'Itàlia. També fou seu dels mundials d'atletisme de 1987 i del meetings de la Golden Gala. Els orígens d'aquest estadi es remunten a l'any 1937, amb el nom de Stadio dei Cipressi.

## Història
L'antecedent primer d'aquest estadi es troba en l'anomenat «Stadio dei Cipressi» ('Estadi dels Xiprers' en català), va ser projectat i construït en el marc del projecte de creació d'una autèntica ciutat dels esports que es diria «Fòrum Mussolini» (i que després de la guerra es va rebatejar com a «Fòrum Itàlic»). Treballs que van començar el 1928 i que van acabar el 1937 sota la supervisió de l'arquitecte Luigi Walter Moretti.
Al desembre de 1950 van ser obertes les pedreres per a la reconstrucció de l'Estadi Olímpic per adaptar-lo a la capacitat de cent mil persones (per aquest motiu «Stadio dei Centomila», com era anomenat fins al 1960) amb vista a les XVII Olimpíades. L'estadi va ser inaugurat el 17 de maig del 1953 amb el partit entre les seleccions nacionals de futbol d'Itàlia i Hongria.
Durant les Olimpíades del 1960 l'estadi va ser seu de les cerimònies d'obertura i cloenda i de les competicions atlètiques.
Per ser seu del Copa del Món de Futbol de 1990, l'Olímpic va ser íntegrament demolit i reconstruït en formigó armat, les corbes van ser aproximades al camp en nou metres. Els seients van ser integralment protegits per una coberta blanca en estil àrab i van ser col·locats seients de plàstic blau i dos nous telons. En finalitzar els treballs, la capacitat oficial era de 72.698 espectadors. Aquí es va jugar la final de la Lliga de Campions el 27 de maig de 2009 entre el FC Barcelona i el Manchester United FC, amb victòria de l'equip català per 2 a 0. En el mateix any la Lazio va vèncer en els penals la final de la Copa d'Itàlia davant de la UC Sampdoria conquistant així el seu cinquè títol coper.